# Stratellite
 (mars 2023).
Si vous disposez d'ouvrages ou d'articles de référence ou si vous connaissez des sites web de qualité traitant du thème abordé ici, merci de compléter l'article en donnant les références utiles à sa vérifiabilité et en les liant à la section « Notes et références ».
Stratellite est le nom commercial du système proposé par la société américaine Sanswire Networks composé d'aérostats qui se tiendront à haute altitude, au niveau de la stratosphère, afin de pourvoir aux besoins des émissions des téléphones portables ; ceci en remplacement ou complément du réseau actuel de satellites et pylônes.
Le prototype fut construit en 2005 et les essais en vol ont commencé en 2006.

## Détails
Les aérostats comme le Stratellite flotteront dans l'atmosphère terrestre, plus bas qu'un satellite mais plus haut que le « courant-jet », le couloir de vents très forts troposphériques reliés aux fronts météorologiques. Ces aérostats se posteront plus haut que les zones de phénomènes météorologiques, environ 20 kilomètres (13 mi.) au-dessus de la Terre. Un seul aérostat pourrait passer les émissions de radiodiffusion, de la radio et de la télévision numérique terrestre sur une grande région. L'aérostat aurait moins d'attente (jusqu'à 2 000 fois de moins) qu'un satellite. Il s'agirait d'un ballon, genre ballon dirigeable, qui serait maintenu dans une position fixe grâce à des moteurs électriques alimentés par l'énergie solaire. La position sera déterminée par système de positionnement par satellites et contrôlée depuis un centre d'opérations au sol. Toutes les opérations seront télécommandées depuis le sol, il n'y aura pas d'opérateurs à bord de l'aérostat.
Un seul Stratellite pourrait couvrir une superficie égale à celle de la France ou du Texas (à peu près 780 000 km2).